# Helligdomsklipperne

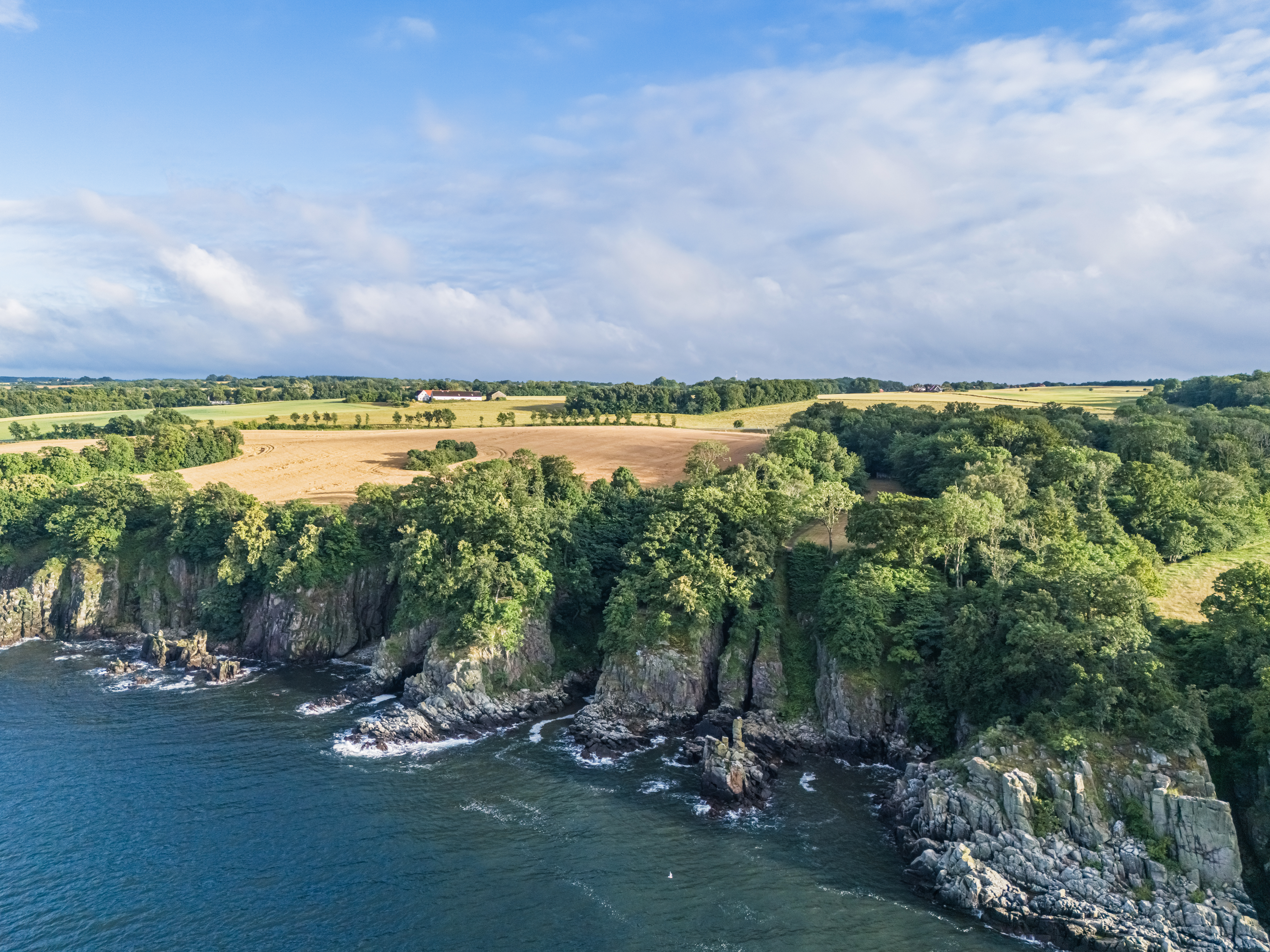
Helligdomsklipperne, Luftbild

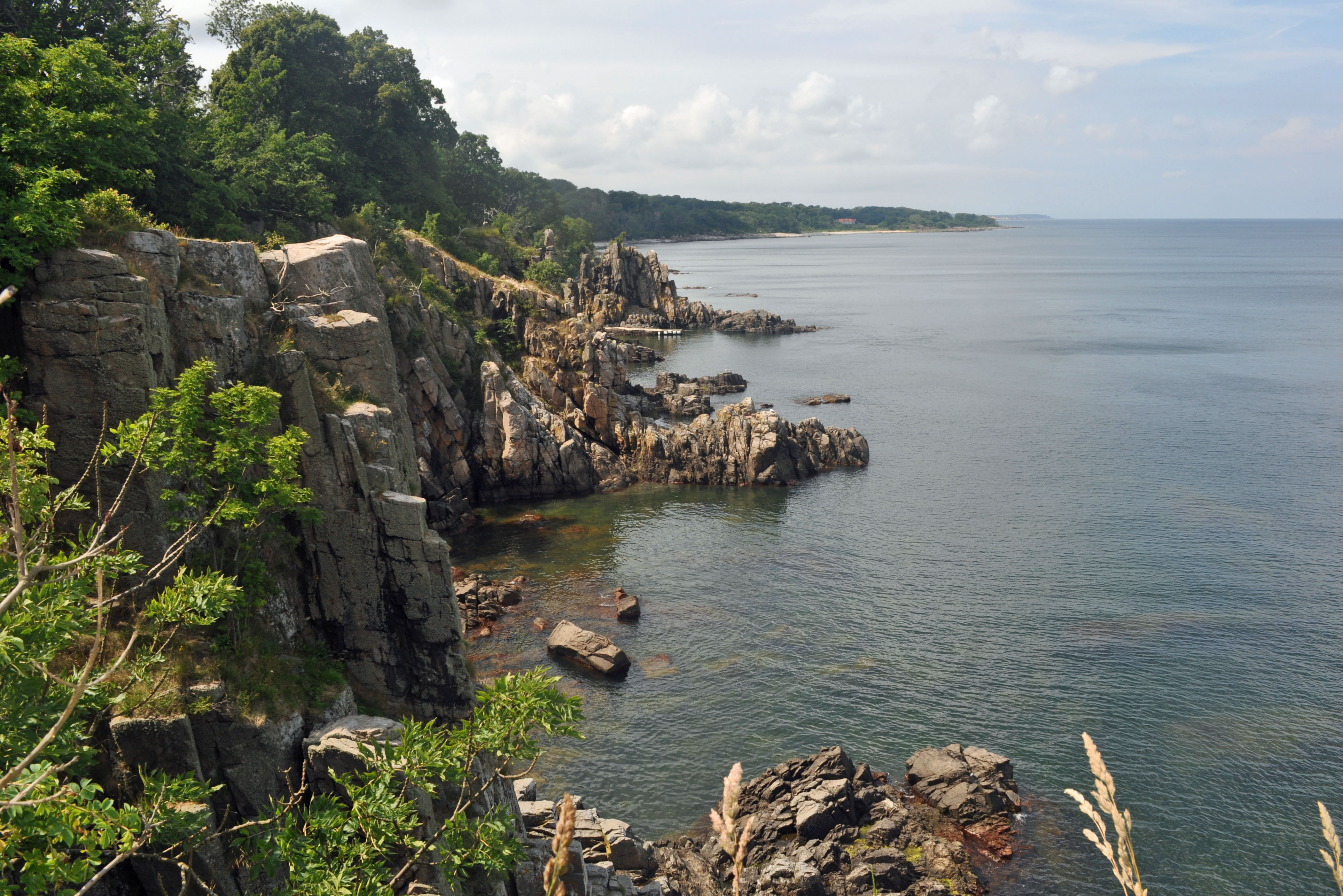
Helligdomsklipperne (2012)

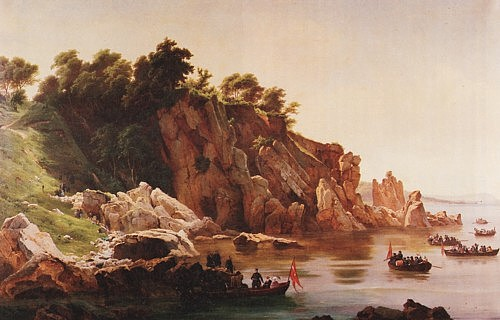
Anders Christian Lunde: Die Ankunft Frederik VII. an den Helligdomsklipperne

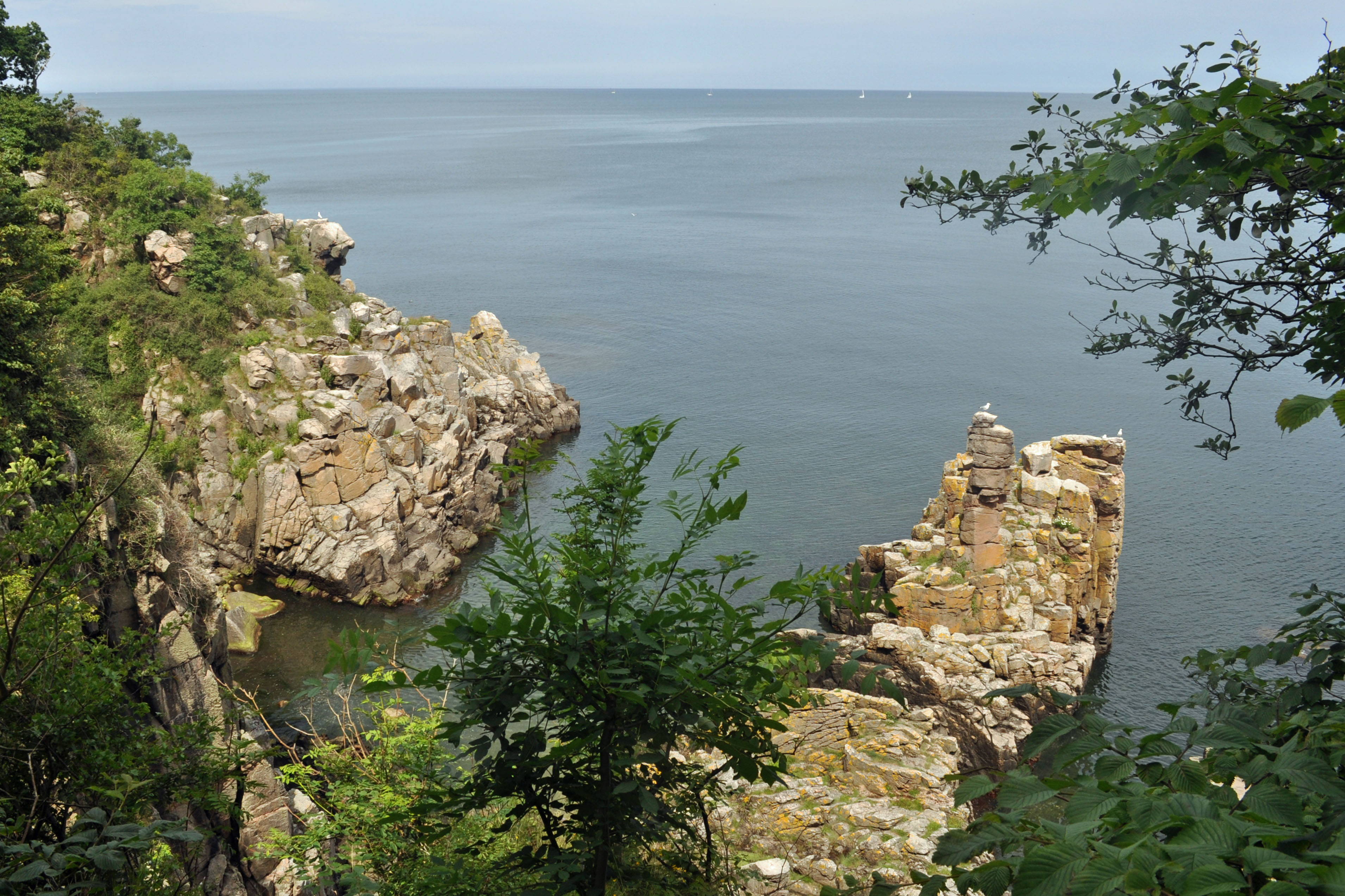
Helligdomsklipperne (2012)

Helligdomsklipperne (Heilige Klippen) sind eine Gruppe von Klippen auf der Insel Bornholm. Sie liegen etwa 5 km von Gudhjem und etwa 5 km von Tejn entfernt. Sie zeichnen sich durch etwa 22 Meter hohe Klippen aus scharfem Granit aus. Der Name der Klippen entstand im Mittelalter, als es nahe der Küste eine heilige Quelle gab, welche Pilger anzog, insbesondere zu Sankt Hans Aften (Mittsommerfest). Während der letzten Eiszeit lag ein Großteil der heutigen Küste unter dem Meeresspiegel, seit der Eisschmelze liegt sie etwa 20 Meter oberhalb des Meeresspiegels. Steilküsten mit tiefen Höhlen und hoch aufragenden Granitsäulen sind typisch für diese Gegend der Küste. Im Südosten verläuft der Kyststi (Küstenpfad) zum gut erhaltenen Døndalen. Helligdomsklipperne sind eine beliebte Touristenattraktion, welche im Sommerhalbjahr von Touristenbooten aus Gudhjem angefahren wird. Die nationale dänische Radroute Bornholm Rundt (N 10) führt direkt oberhalb an den Klippen vorbei.

## Geschichte
Der „heilige“ Charakter des Gebiets entstand im Mittelalter, als eine Kapelle namens Trefoldighedskapellet (Dreifaltigkeitskapelle) auf dem Feld direkt vor den Klippen stand. Am Fuße der Klippen gab es eine Quelle mit heiligem Wasser, welches zur Kapelle gebracht wurde und einer Legende nach Personen von allen Krankheiten heilen sollte, insbesondere wenn es an Mittsommernacht getrunken. Einem Bericht von 1806 zufolge beschreibt, dass so wenig Wasser in der Quelle war, dass eine Frau beauftragt wurde, sie mit Meerwasser aufzufüllen.
1906, als sich der Tourismus auf Bornholm entwickelte, wurde das Hotel Helligdommen zusammen mit einem Landstrich entlang der Küste von einem Deutschen gekauft. Der Unmut der Bevölkerung führte schnell zur Gründung der Foreningen Bornholm, das einen öffentlichen Zugang zum Küstenweg entlang der Klippen forderte. Im Jahr 1911 baute der Verein den nahegelegenen Bornholmerpladsen, um die steigende Zahl an Besuchern aufnehmen zu können.
Die Helligdomsklipperne waren lange Zeit eine Attraktion sowohl für Besucher wie auch für Künstler, wie z. B. dokumentiert Anders Christian Lundes Gemälde von König Frederik VII.'s Ankunft mit dem Schiff im Jahr 1851.

## Geologie und Felsformationen
Die Ursprünge der Felsen liegen 1,7 Milliarden Jahre zurück. Gebildet aus gestreiftem Gneis, werden sie von einer Fülle kleiner Diabaskanäle durchzogen. Diese erzeugten Risse, welche später mit zusätzlichem Magma und Diabas aufgefüllt wurden. Einige Teile des Untergrunds erwiesen sich als umweltresistenter als andere, wodurch die heute sichtbaren schroffen Effekte entstanden. Seit der letzten Eiszeit lag der Meeresspiegel zeitweise deutlich höher, sodass die Felsen mehrfach völlig von Wasser bedeckt waren. Die verschieden tiefen Kanäle und „Öfen“ in den Klippen sind ein Ergebnis der Erosion durch Wasser.
Der Sorte Gryde (Schwarzer Topf), der Våde Ovn (Nasser Ofen) und der Tørre Ovn (Trockener Ofen) sind tief in die Klippen reichende Meerhöhlen. Am nordwestlichen Ende der Formation stehen die Libertsklippen, benannt nach dem Landschaftsmaler Georg Emil Libert (1820–1908), der sich diesen Felsen mit besonderem Interesse widmete. Der Name der Lyseklippen (Kerzenklippen), zunächst Lysene (Kerzen) oder Alterlysene (Altarkerzen) genannt, geht auf die Zeit zurück, als es zwei Klippen, die in Kerzenform in den Himmel ragten, gab. Eine davon wurde jedoch in einem Sturm Anfang des 19. Jahrhunderts weggespült. Die Namen der anderen Felsformationen Kærlighedsbænken (Liebesbank), Mågetårnet (Möwenturm) und Måneskinsklipperne (Mondscheinklippen) scheinen aus der Zeit gegen Ende des 19. Jahrhunderts zu stammen, als Touristen das Gelände entdeckten. Der Schwarze Topf ist eine besondere Touristenattraktion, weil es möglich ist, etwa 60 Meter tief in den Fels vorzudringen.

## Flora
Verschiedene Arten von Ebereschen stehen auf den Klippen. Vogelbeerenbäume stehen neben der Felsenmehlbeere. Dies hat zur Ausbreitung der Finnischen Mehlbeere (Sorbus hybrida-Gruppe) und der Schwedischen Mehlbeere geführt. Außerdem wachsen dort Heidekraut, Prachtnelke sowie Eiche, Birke und Wacholder. Die Winterlinde beginnt, die erkrankten Ulmen an den Helligdomsklipperne zu ersetzen. Auch Spitzahornbäume wachsen dort.